# Lotnisko Zell am See
Lotnisko Zell am See (niem. Flugplatz Zell am See) – lotnisko w Zell am See w Austrii (Kraj Salzburski).